# Moderat Samling för Åland
Moderat Samling för Åland (MSÅ) är ett borgerligt politiskt parti på Åland. Vid valet 2023 fick partiet 12,5 % av rösterna och erhöll 4 mandat av 30 i Ålands lagting. Partiledare sedan 2021 är Wille Valve. 
År 2011 bytte partiet namn från Frisinnad Samverkan till Moderaterna Åland. Den 28 oktober 2013 meddelades att Moderaterna gick ihop med Obunden samling och blev till Moderat Samling för Åland.
Formellt sett är partiet en förening, med säte i Mariehamn. Partiet grundades 1967 och har ett ungdomsförbund, Unga Moderater (tidigare Frisinnad Ungdom).

## Val
Moderat Samling ställer i regel upp en egen lista i lagtings- och kommunalval. I riksdagsval har Moderat Samling på Åland deltagit i varierande, borgerliga allianser såsom "Borgerligt alternativ" 1987, "Lista C" 1991, "Borgerlig samlingslista" 1995 och 1999, "FS-Obundna" 2003, "Borgerlig allians" 2007 och "Alliansen för Åland" 2011. Åren 1991, 2003 och 2007 stödde FS den kandidat som också blev invald i riksdagen. 2023 ställde Moderat Samling upp på listan ”För Åland” med resultatet att partiets Wille Valve blev ersättare till riksdagsledamot Mats Löfström.
| År   | Mandat | Röster % | Röster % |
| ---- | ------ | -------- | -------- |
| 1979 | 4      | 1 295    | 13,9 %   |
| 1983 | 5      | 1 727    | 16,6 %   |
| 1987 | 5      | 1 839    | 17,3 %   |
| 1991 | 6      | 2 130    | 19,8 %   |
| 1995 | 6      | 2 310    | 20,6 %   |
| 1999 | 4      | 1 750    | 14,5 %   |
| 2003 | 4      | 1 677    | 13,6 %   |
| 2007 | 3      | 1 233    | 9,6 %    |
| 2011 | 4      | 1 810    | 13,9 %   |
| 2015 | 5      | 2 470    | 17,9 %   |
| 2019 | 4      | 1 967    | 13,8 %   |

| År   | Mandat | Röster % | Röster % |
| ---- | ------ | -------- | -------- |
| 1995 | 20     | 2 215    | 19,4 %   |
| 1999 | 14     | 1 963    | 16,1 %   |
| 2003 | 11     | 1 732    | 13,8 %   |
| 2007 | 14     | 1 951    | 14,6 %   |
| 2011 | 12     | 1 756    | 13,0 %   |
| 2015 | 23     | 2 803    | 19,2 %   |
| 2019 | 15     | 2 322    | 15,5 %   |

## Lagtingsledamöter
- Petri Carlsson 2011–2015, 2015–2019
- Johan Ehn 2003–2011, 2015–2019
- Peter Grönlund 2003–2007
- Annette Holmberg-Jansson 2013−2019, 2023−
- Dennis Jansson 1999–2007
- Roger Jansson 1979–1995, 2001–2003, 2007–2015
- Harriet Lindeman 1987–1991, 2001–2005
- Fredrik Lindqvist 1999–2001, 2003, 2005–2007
- Åke Mattsson (Liberal ledamot 2003-2011) 2011–2015
- Gun-Mari Lindholm 2013–2015
- Tage Silander 2015−2023
- Jörgen Strand 1999–2003, 2007–2011, 2019−2023
- Wille Valve 2011–
- Mika Nordberg 2013–
- Anders Holmberg 2023−